# Elsterheide

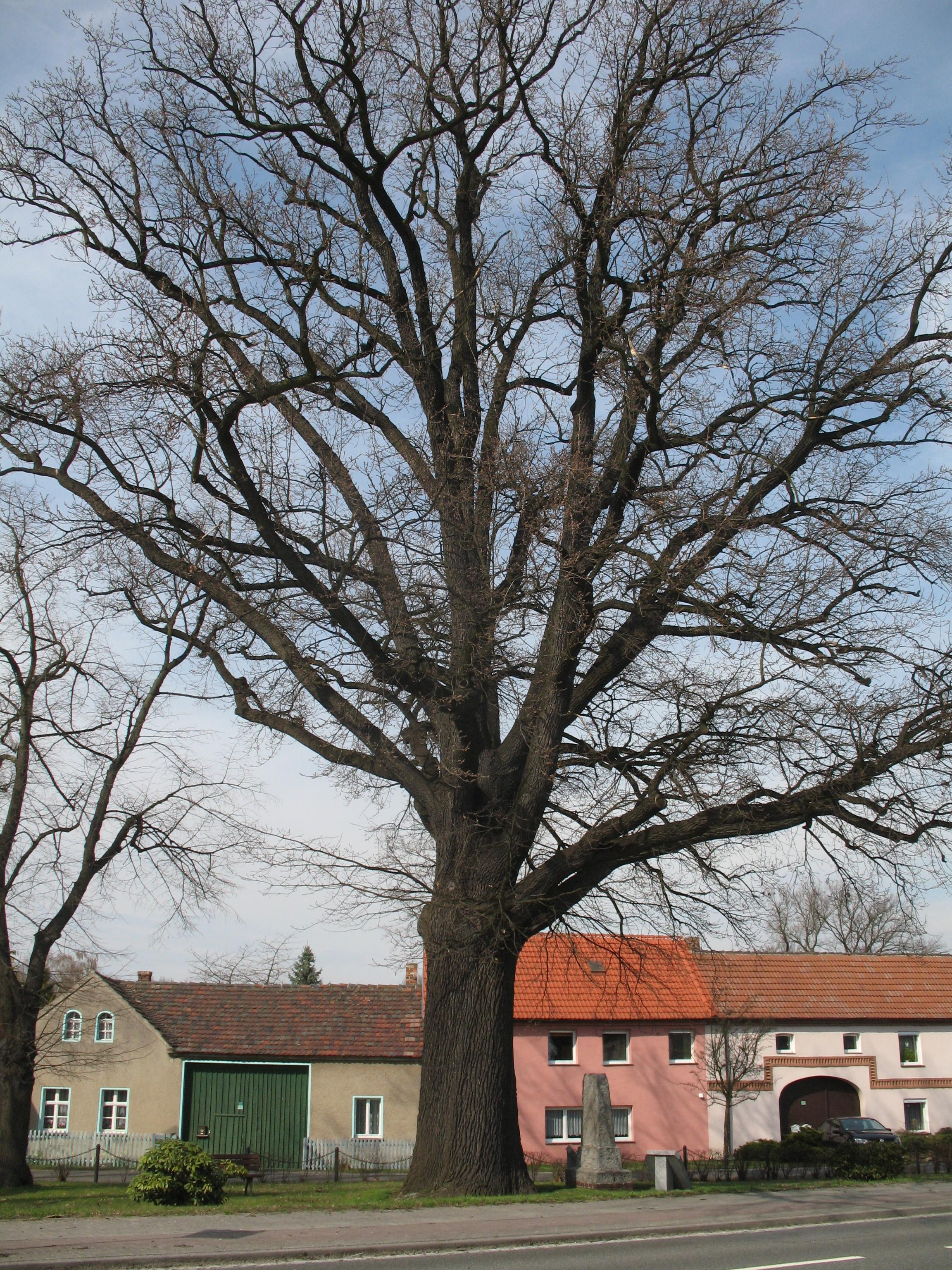
Nardt

Elsterheide, tiếng Sorb Halštrowska hola, là thị trấn thuộc huyện Bautzen, trong bang tự do Sachsen, Đức.

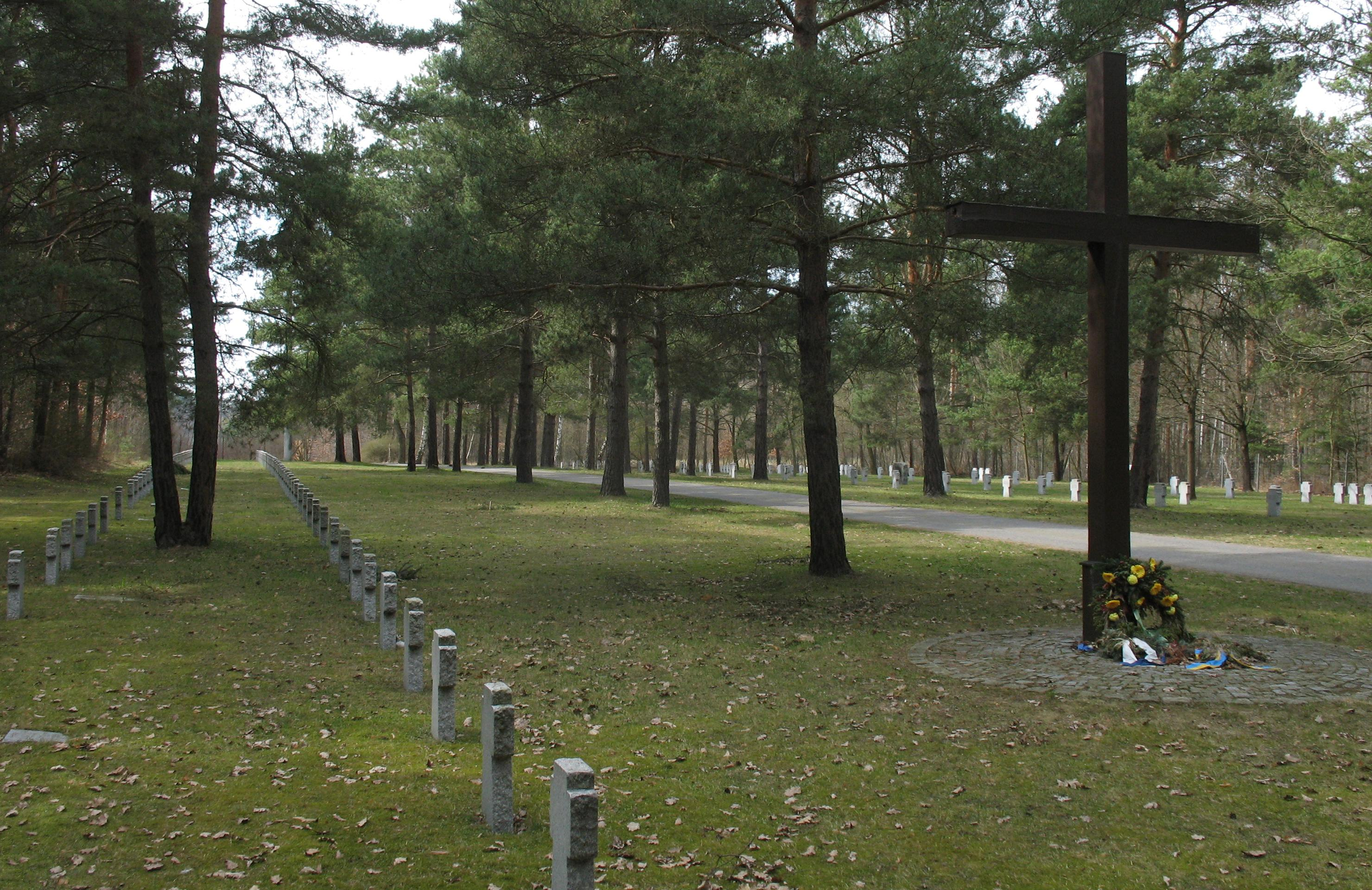

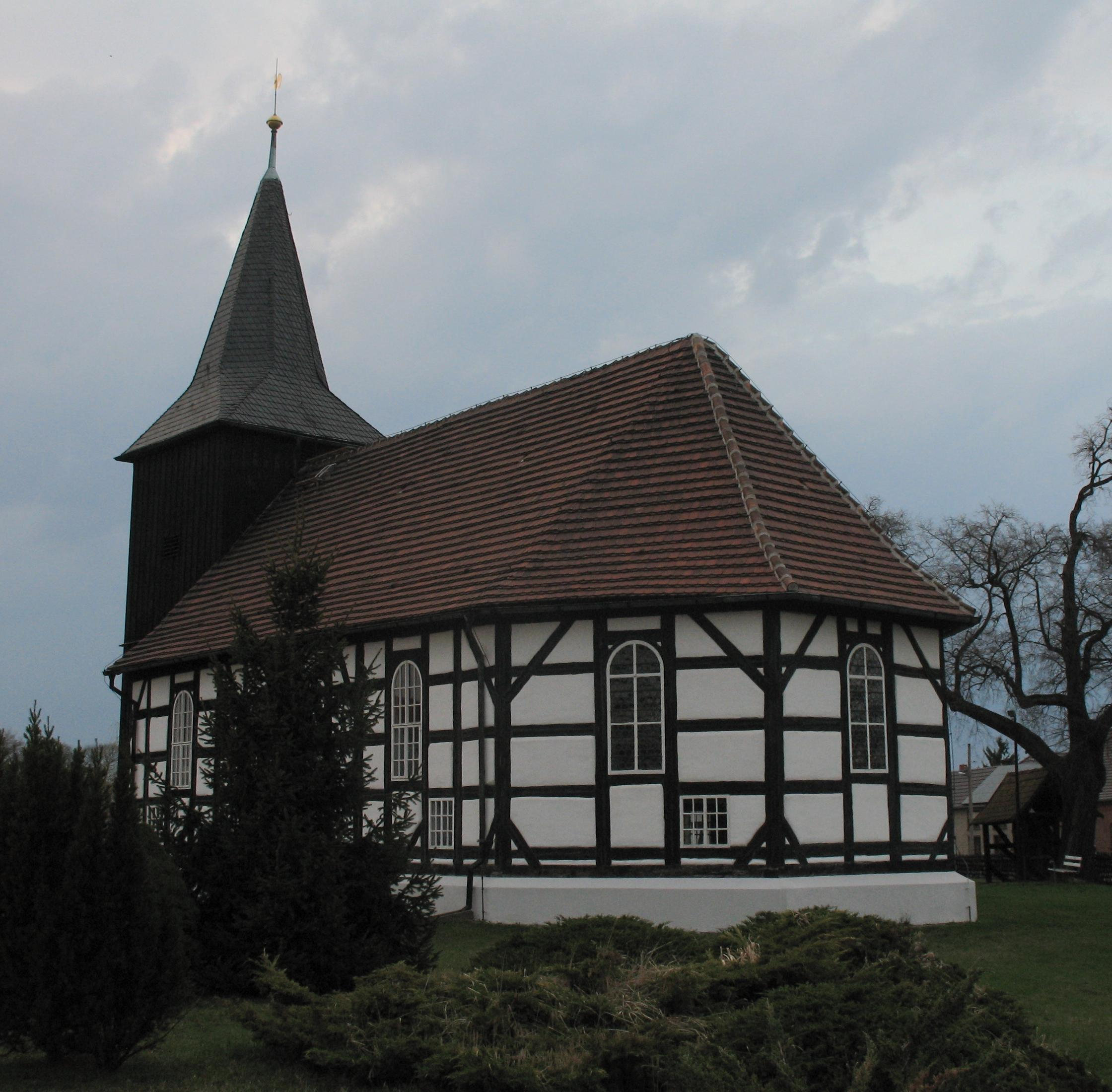
Nhà thờ